# بوبي غريغ
بوبي غريغ (بالإنجليزية: Bobby Gregg)‏ هو ملحن ومنتج أسطوانات وموسيقي أمريكي، ولد في 30 أبريل 1936 في فيلادلفيا في الولايات المتحدة، وتوفي في 3 مايو 2014 في لاس فيغاس في الولايات المتحدة.